# Neriene oidedicata
Neriene oidedicata är en spindelart som beskrevs av van Helsdingen 1969. Neriene oidedicata ingår i släktet Neriene och familjen täckvävarspindlar. Inga underarter finns listade i Catalogue of Life.